# Paços do Concelho (Figueira da Foz)

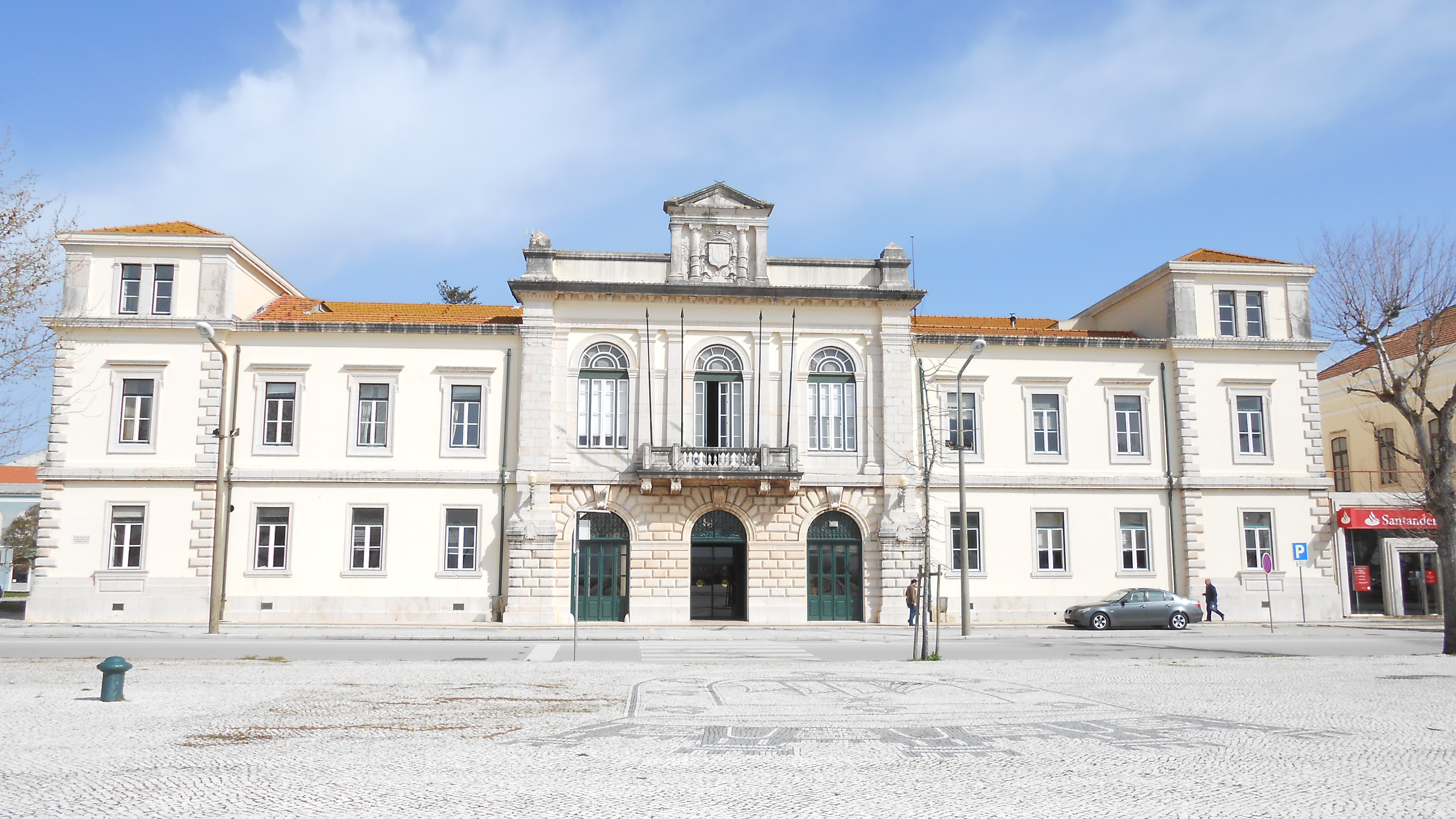
Frontansicht des Rathauses von Figueira da Foz

Das Gebäude der Paços do Concelho in der portugiesischen Küstenstadt Figueira da Foz ist Sitz der Câmara Municipal, dem Rathaus der Stadt.

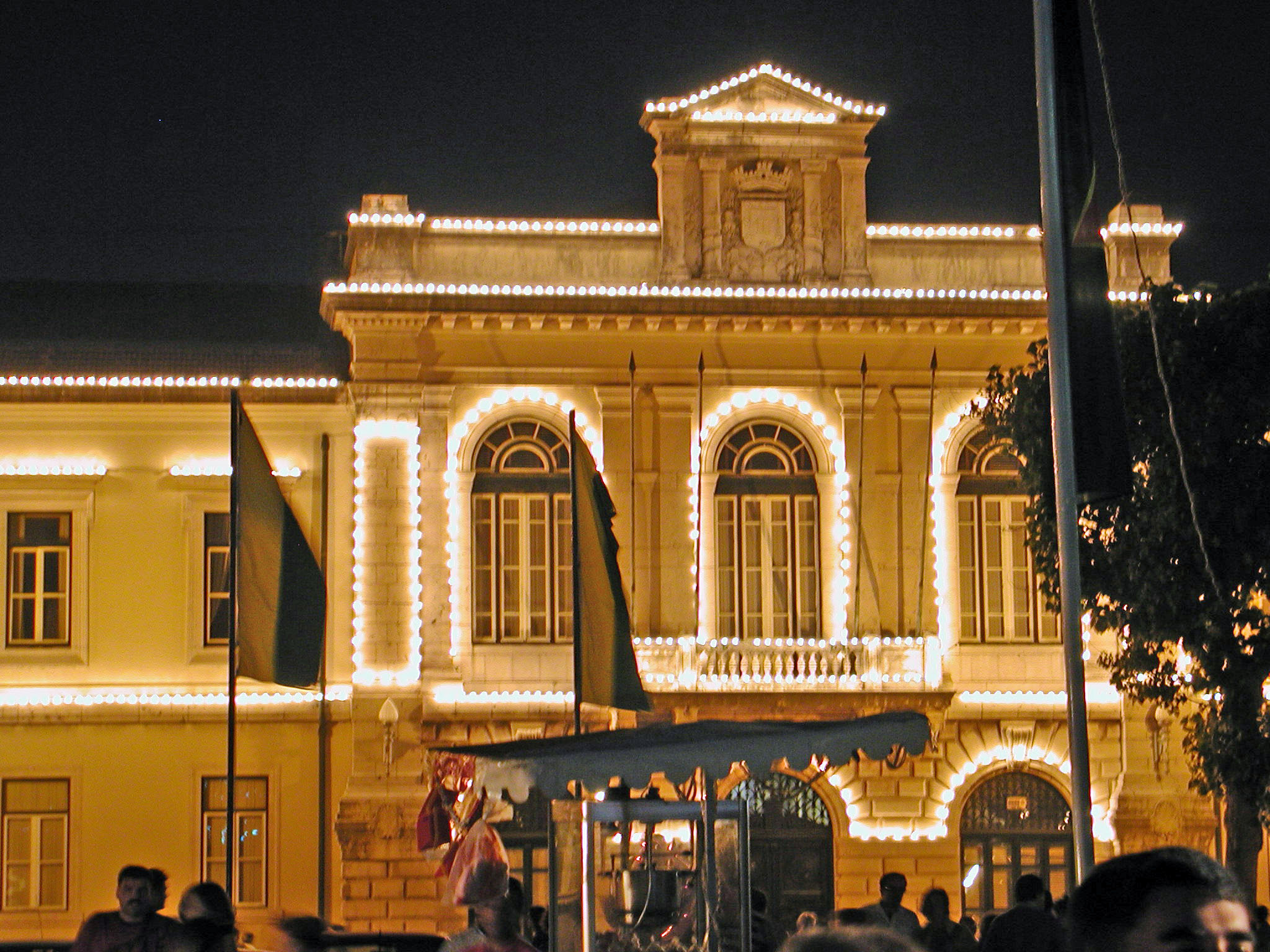
Das nächtlich beleuchtete Rathaus, während des Stadtfestes am Johannistag (2006)

Es wurde 1897 erbaut, von den italienischen Architekten Cesare Ianz und Giuseppe Fiorentini. Die Innenausstattung oblag Ernesto Korrodi, der den Festsaal, den Salão nobre, mit aufwändigen Stuckarbeiten dekorierte. Auch die Ölgemälde sind zu nennen, etwa Aparição da Virgem do Carmelo a Simão Stock von Pedro Alexandrino, und die Porträts von Manuel Fernandes Tomás (von Gilberto Renda gemalt) und von António dos Santos Rocha, eines unbekannten Künstlers.
Die Gebäudefront liegt nach Süden, an der am Mondego entlanglaufenden Avenida Saraiva de Carvalho, und wird von einem Stadtwappen-Motiv gekrönt. Nach Westen hin schließt das Gebäude die Häuserreihe der Avenida mit einer, seiner Front nahezu ebenbürtigen Fassade ab, mit Blick rechts zur Praça 8 de Maio und links zum Yachthafen der Stadt.
Das Gebäude ist als Imóvel de Interesse Municipal seit 2005 denkmalgeschützt.
Bis heute ist es Sitz der Stadtverwaltung und eines Teils ihrer Bürgerdienste.